# Marko Milivojević
Marko Milivojević (ur. 13 marca 1957 r. w Londynie) – brytyjski publicysta, specjalizujący się w problematyce bałkańskiej, rosyjskiej oraz mniejszości narodowych.

## Wybrane publikacje[1]
- The Yugoslav hard currency debt and the process of economic reform since 1948; Bradfort 1985
- Descent into chaos : Yugoslavia's worsening crisis; Londyn 1989
- Wounded eagle : Albania's fight for survival; Londyn 1992
- The debt rescheduling process; Londyn 1985, Nowy Jork 1985
- The Mongolian revolution of 1990 : stability or conflict in Inner Asia; Londyn 1991
- Yugoslavia's security dilemmas : armed forces, national defence, and foreign policy; Londyn 1988 - współautorzy: John B. Allcock, i Pierre Maurer
- Yugoslavia in Transition : Choices and Constraints; Londyn 1992 - współautorzy: John B. Allcock, John H. Horton[2]